# The Land Before Time VII: The Stone of Cold Fire
The Land Before Time VII: The Stone of Cold Fire (En busca del valle encantado 7: La misteriosa piedra de fuego en España, y La tierra antes del tiempo VII: La piedra del fuego frío en Hispanoamérica) es una película estadounidense de animación de 2000 dirigida por Charles Grosvenor y producida por Universal Studios, perteneciente a la franquicia En busca del valle encantado. 
La película se estrenó en los Países Bajos en octubre de 2000 y en México el 17 de octubre de 2000 antes del estreno en Norteamérica el 5 de diciembre de 2000 y en España se lanzó en DVD el 8 de julio de 2005 después de cinco años del estreno en Estados Unidos.

## Sinopsis
Piecito, Cera, Púas, Patito y Petrie están en una nueva y emocionante aventura de la serie en busca del valle encantado. Piecito ha visto algo increíble, la Misteriosa Piedra de Fuego que cruzó el cielo de la noche y aterrizó en algún lugar de las Montañas de Humo. Pero Piecito ha sido el único que lo ha visto y necesita encontrar a alguien que lo crea.

## Reparto y doblaje
| Personaje                        | Voz en inglés      | Voz en español          |
| -------------------------------- | ------------------ | ----------------------- |
| Piecito                          | Thomas Dekker      | Chelo Molina            |
| Cera                             | Anndi McAfee       | Adelaida López          |
| Patito                           | Aria Noelle Curzon | Yolanda Pérez Segoviano |
| Petrie                           | Jeff Bennett       | Abraham Aguilar         |
| Abuela de Piecito                | Miriam Flynn       | Matilde Conesa          |
| Señor Trescuernos, padre de Cera | John Ingle         | Carlos Kaniowski        |
| Abuelo de Piecito                | Kenneth Mars       | José Ángel Juanes       |
| Púas                             | Rob Paulsen        | N/D                     |
| Pterano                          | Michael York       | Juan Perucho            |
| Cara de Arcoíris                 | Charles Kimbrough  | Luis Bajo               |

## Especies de animales que aparecen durante la película
- Apatosaurus
- Triceratops
- Stegosaurus
- Saurolophus
- Pteranodon (No era un dinosaurio)
- Deinonychus
- Brachiosaurus
- Gallimimus
- Corythosaurus
- Parasaurolophus
- Ouranosaurus
- Kentrosaurus
- Styracosaurus
- Quetzalcoatlus

- Datos: Q2550105